# Pádlo
Pádlo je jednoduché sportovní náčiní, které používá vodák. Jde o nástroj, sloužící k ručnímu pohonu lodí (pádlování). Od vesla se liší tím, že není nijak připevněno k lodi, ale je pouze drženo v rukou. Vyrábí se z mnoha materiálů, dřevo, plast a hliník, přidávají se i materiály jako kevlar a laminát.
Pádlo není veslo, na rozdíl od vesla se vždy drží celé v rukách, pádlo není k plavidlu nijak připevněno. Člověk, který pohání loď pomocí pádla, pádluje zpravidla čelem po směru jízdy oproti tomu veslař pohání loď vždy pozpátku, tedy proti směru jízdy a veslo nikdy nedrží ve své ruce. Zatímco veslař při veslování vždy sedí, pohon pádlem může být prováděn jak v sedě tak i v pokleku (vkleče typicky při závodní kanoistice).
Pádlo se používá zejména v kanoistice, dále při pohonu dračích lodí, pohonu závodní pramic, při raftingu a obvykle i pro pohon malých nafukovacích člunů a podobných malých plavidel.

## Části pádla
- hruška/hlavička/olivka – horní držadlo , brání vyklouznutí z ruky a usnadňuje pádlování

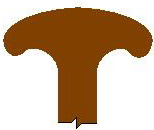
Hruška pádla, tvarovaná

- dřík/žerď – tyč spojující hrušku s listem a zasahující až do listu pádla
- list – plocha která se noří do vody. U starších dřevěných pádel bylo zvykem spodek listu opatřit kováním neboli plechem, který pádlo zespodu chránil před mechanickým poškozením.
- řapík – výstupek na listu, v podstatě pokračování dříku.

## Druhy pádel
- klasické – používá se nejběžněji. Pomocí něj vodák pohání a řídí kánoe i další typy plavidel užitých například při vodní turistice. Všechny části pádla jsou zde zastoupeny v běžných velikostech.

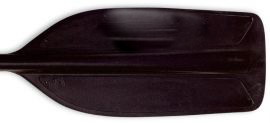
Klasické pádlo

- pramičkové (viz pramice) – dnes už málo používané. Liší se hlavně tvarem listu – ten je protáhlejší a užší. To je proto, aby vodák lépe dosáhl k vodní hladině. Toto pádlo se používá i na tzv. dračích lodích.

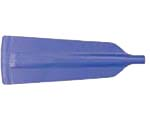
Pádlo pro pramici nebo pro dračí loď

- kajakové (viz kajak) – je atypické především tím, že nemá hrušku, ale dva listy z každé strany dříku. Listy většinou nejsou rovnoběžné, ale jejich plochy jsou vůči sobě pootočeny přibližně o 45°– 80°. Je to z praktických důvodů, protože vodák při pádlování v jedné ruce pádlo protáčí a má tak při záběru lepší úchop. List kajakového pádla bývá navíc prohnutý, aby umožnil lepší záběr. Spolu s pootočením listů to způsobuje nutnost volby levého nebo pravého pádla (podle ruky, která bude pádlo držet pevně)

Pádlo pro kajak, (a) pohled shora, (b) pohled z boku

- singlové (viz kánoe) – toto pádlo vypadá téměř jako klasické, ale liší se provedením listu a to tvarem a prohnutím. Používá se pouze na singl-kánoi.